# Genetică umană

Transmiterea caracterelor autozomale recesive la om.

Genetica umană este ramura geneticii care studiază transmiterea caracterelor ereditare la specia Homo sapiens sapiens. Genetica umană cuprinde câteva ramuri printre care se numără: genetic clasică, citogenetica, genetica moleculară, genetica biochimică, genomica, genetica populațiilor, genetica dezvoltării, genetica clinică și consilierea genetică.
Genele pot fi factorul comun pentru majoritatea trăsăturilor moștenite la om. Studiul geneticii umane poate fi util deoarece poate răspunde la unele întrebări legate de natura umană și poate ajuta la înțelegerea bolilor și la dezvoltarea de tratamente eficiente ale acestora.